# Хліб і шоколад
«Хліб і шоколад» (італ. Pane e cioccolata) — фільм 1973 року режисера Франко Брусаті з Ніно Манфреді в головній ролі. Його тема — італійська еміграція до Швейцарії. Завдяки сценарію та режисурі Франко Брусаті кінострічка зберігає ідеальну гармонію між драмою та гумором і вважається одним з найкращих фільмів Ніно Манфреді. Фільм здобув ряд призів на міжнародних кінофестивалях і згодом був внесений до списку 100 італійських фільмів, які потрібно зберегти, від післявоєнних до вісімдесятих років ХХ століття.

## Сюжет
Історія про життя в Швейцарії 40-річного італійського трудового мігранта Джованні «Ніно» Гарофолі (Ніно Манфреді), де, на думку емігрантів, можна розбагатіти, тому що там знайдеться робота для кожного. Але реальність дещо інша: робота дійсно знайдеться, але найчастіше це важка робота, на яку завжди претендують конкуренти різних національностей. Після трьох довгих років, проведених у Швейцарії, далеко від сім'ї та друзів, у шалених пошуках гідної роботи,Ніно Гарофолі нарешті працює офіціантом ресторану з випро́бувальним терміном, однак і тепер його конкурентом на стале місце офіціанта є турецький трудовий мігрант (Джанфранко Барра). Чи вдасться Ніно заробити достатньо грошей, щоб з гідністю повернутися до своєї сім'ї в Італії ?

## Ролі виконують
- Ніно Манфреді — Джованні «Ніно» Гарофолі
- Джонні Дореллі — італійський підприємець
- Анна Каріна — Олена
- Тано Чимароза — Джіджі
- Джанфранко Барра[it] — турецький мігрант

## Навколо фільму
Головну роль у фільмі мав грати актор Уго Тоньяцці. Під час виходу фільму виник скандал між Ніно Манфреді та Франко Брузаті та Ією Ф’ястрі пов'язаний з тим, що Манфреді вимагав вписати його до титрів як сценариста. Він стверджував, що зробив значні зміни до сценарію завдяки своєму особистому досвіду як сина іммігрантів у Сполучених Штатах.

## Нагороди
- 1974 Нагорода Берлінського міжнародного кінофестивалю:
  - приз «Срібний ведмідь» за найкращу режисуру — Франко Брузаті[it][1]
  - рекомендація кінопремії Отто Дібеліуса[de] — Франко Брузаті[it][2]

- 1974 Премія Давида ді Донателло[3]:
  - за найкращий фільм — Франко Брузаті[it], разом з фільмом «Амаркорд» (реж. Федеріко Фелліні, 1973)
  - за найкращу режисерську роботу — Франко Брузаті[it]
  - за найкращу чоловічу роль — Ніно Манфреді

- 1974: Премія «Золотий келих» (Італія):
  - Премія «Золотий келих» найкращому акторові[it] — Ніно Манфреді

- 1975 Премія «Срібна стрічка» Італійського національного синдикату кіножурналістів:
  - за найкращий сюжет[it] — Франко Брузаті[it]

- 1978 Нагорода Товариства кінокритиків Канзас-Сіті, (англ. KCFCC Award):
  - за найкращий фільм

- 1978 Премія Національної ради кінокритиків США, (National Board of Review, NBR Award):
  - за найкращий іноземний фільм

- 1978 Премія Товариства кінокритиків Нью-Йорка (NYFCC): (New York Film Critics Circle, NYFCC):
  - за найкращий фільм іноземною мовою[en]